# 同江路站
同江路站是哈尔滨地铁1号线的地铁车站，位于中国黑龙江省哈尔滨市南岗区与香坊区交界处、学府路与规划同江路交叉口，于2019年4月10日开通。

## 车站结构
同江路站沿学府路地下南北向设置，车站主体长218米，宽18.3米，为地下两层矩形框架结构岛式站台车站。车站地下一层为站厅层，地下二层为站台层。
| 地面              | 出入口 | 1-3出入口 |
| 地下一层          | 站厅   | 客服中心、自动售票机、验票机                                                                                        |
| 地下二层          | 站台层 | \| \| \| █ 1号线往新疆大街（瓦盆窑） \| \| 島式 · 開左邊车门 \| \| \| \| \| \| █ 1号线往哈尔滨东站（哈尔滨南站） \| |
|                   |        | █ 1号线往新疆大街（瓦盆窑）                                                                                         |
| 島式 · 開左邊车门 |        | |
|                   |        | █ 1号线往哈尔滨东站（哈尔滨南站）                                                                                   |

## 车站出口
同江路站共设3个出口，各出口及周围设施如下所示：
| 编号                | 建议前往的目的地                   | 照片 | 无障碍设施 |
| ------------------- | ---------------------------------- | ---- | ---------- |
| 1 · 出口 · （设有） | 学府路                             |      |            |
| 2 · 出口            | 前宏路，学府路，哈尔滨正德职业学校 |      | 不適用     |
| 3 · 出口            | 学府路                             |      | 不適用     |
| 图例： 设有         |                                    |      |            |

## 接驳交通

### 公交车
| 糖业研究所 | 糖业研究所               | 糖业研究所 | 糖业研究所           | 糖业研究所         |
| 编号       | 路线                     | 路线       | 路线                 | 备注               |
| ---------- | ------------------------ | ---------- | -------------------- | ------------------ |
| 68         | 糖业研究所               | ⇆          | 长江路（南直路路口） |                    |
| 104        | 糖业研究所               | ⇆          | 太平桥               |                    |
| 114        | 糖业研究所               | ⇆          | 承德广场             |                    |
| 220        | 普惠大道（哈南五路路口） | ⇆          | 哈尔滨音乐厅         |                    |
| 343        | 平房火车站               | ⇆          | 哈站（铁路街）       | 部分班次为大站快线 |
| 夜104      | 糖业研究所               | ⇆          | 太平桥               |                    |

## 车站历史
- 2019年4月10日，随1号线三期工程通车一同开通[2]。
- 2020年2月20日12时，受新冠疫情影响，车站暂停运营[4]。3月3日，车站恢复运营[5]。
- 2021年10月31日，受新冠疫情影响，车站暂停运营[6]。11月18日，车站恢复运营[7]。
- 2022年
  - 4月20日，受新冠疫情影响，车站暂停运营[8]。5月5日，车站恢复运营[9]。
  - 10月3日，受新冠疫情影响，车站暂停运营[10]。10月18日，车站恢复运营[11]。